# Near East Foundation

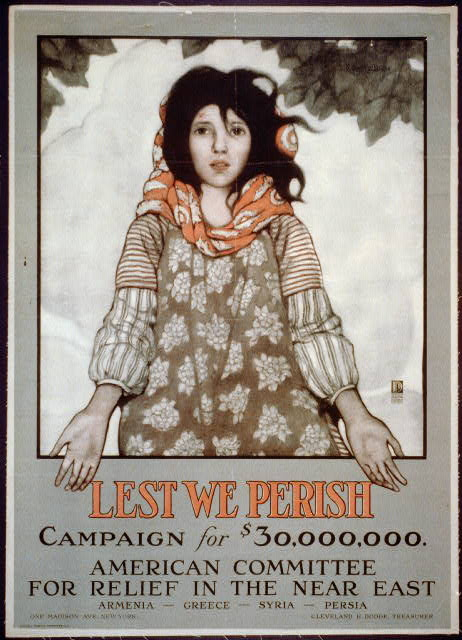
Oproep voor donaties, waarschijnlijk in 1918.

De Near East Foundation (NEF) is een Amerikaanse organisatie voor internationale sociale en economische ontwikkeling, die zich oorspronkelijk inzette voor hulp aan Armeense en Assyrische slachtoffers van het Ottomaanse Rijk. NEF is de oudste niet-sektarische internationale ontwikkelingsorganisatie van de Verenigde Staten en de tweede Amerikaanse humanitaire organisatie die door een besluit van het Congres werd gecharterd. NEF organiseerde 's werelds eerste grootschalige, moderne humanitaire project als reactie op de uitbrekende Armeense en Assyrische genocide. 
NEF is gevestigd in Syracuse (New York). Het is pionier op het gebied van veel van de strategieën die worden toegepast door 's werelds meest vooraanstaande ontwikkelingsorganisaties. Sinds de oprichting in 1915 heeft NEF samengewerkt met partnergemeenschappen in meer dan 40 landen.

## Geschiedenis
De organisatie werd opgericht in 1915 als het American Committee on Armenian Atrocities, een onderzoekscommissie op initiatief van Henry Morgenthau, ambassadeur van de Verenigde Staten in Constantinopel). Later werd het hernoemd naar American Committee for Relief in the Near East (ACRNE), en daarna Near East Relief. Het is sinds 1930 bekend als de Near East Foundation.
Van 1915 tot 1930 redde Near East Relief het leven van meer dan een miljoen vluchtelingen, waaronder 132.000 weeskinderen die werden verzorgd en opgevoed in Near East Relief-weeshuizen. Near East Relief mobiliseerde ook het Amerikaanse volk om meer dan 116 miljoen dollar in te zamelen voor directe hulp. Bijna 1.000 Amerikaanse burgers boden zich vrijwillig aan om naar het buitenland te reizen. Near East Relief-medewerkers bouwden honderden weeshuizen, scholen voor beroepsonderwijs en centra voor voedseldistributie. Hulpverleners waren verantwoordelijk voor de directe zorg voor weeskinderen en vluchtelingen, waaronder de organisatie van uitgebreide voedsel- en onderwijsprogramma's. Duizenden Amerikanen hebben zich in de gehele VS vrijwillig ingezet door geld of goederen te doneren en speciale evenementen te organiseren ten behoeve van het werk van Near East Relief.

## Afbeeldingen

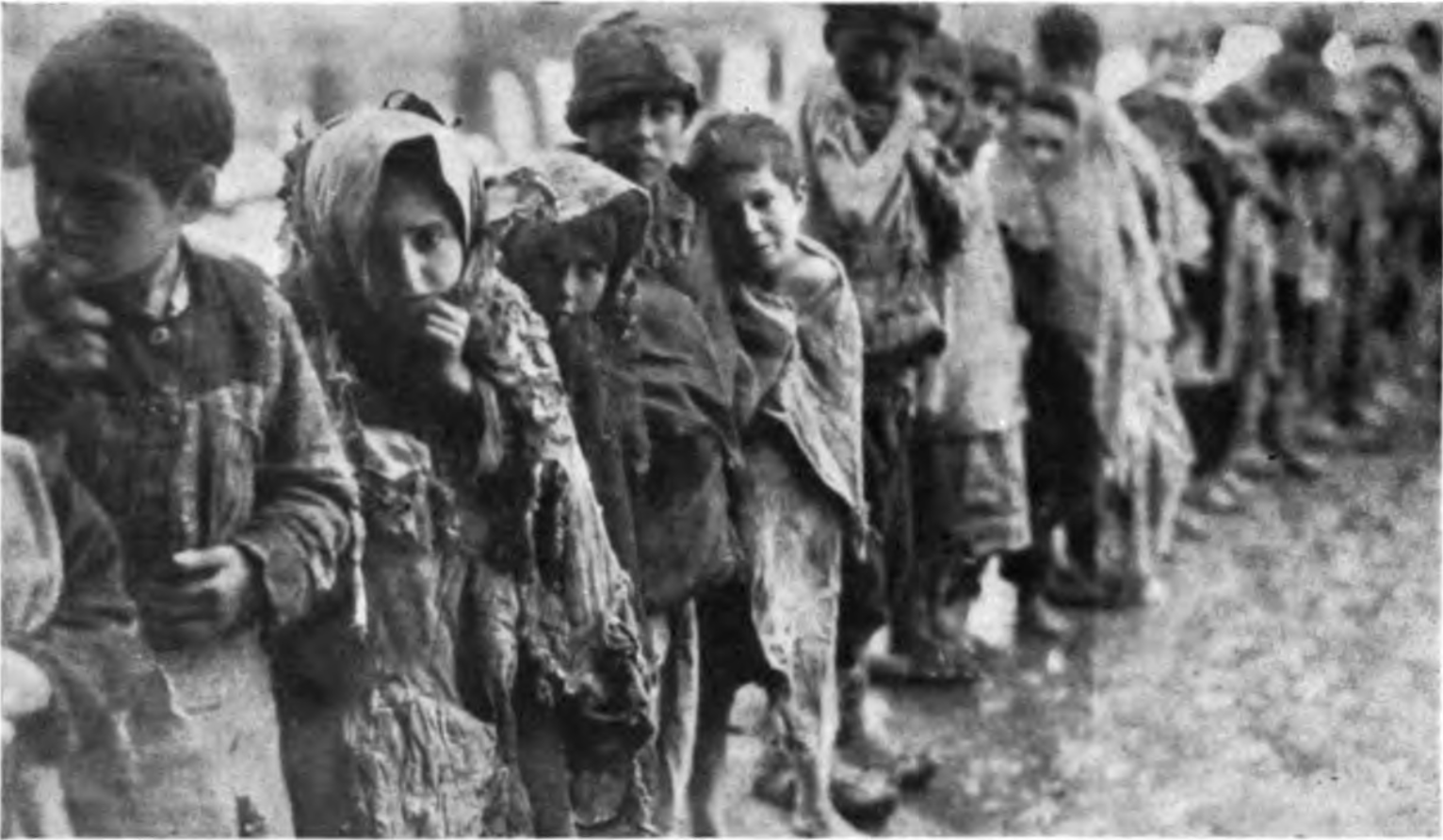
Oorspronkelijk onderschrift: "Kinderen wachten in de sneeuw voor toegang tot de 'Weesstad', een dagelijks spektakel van 's morgens vroeg tot 's avonds laat" (The Story of Near East Relief, 1930).
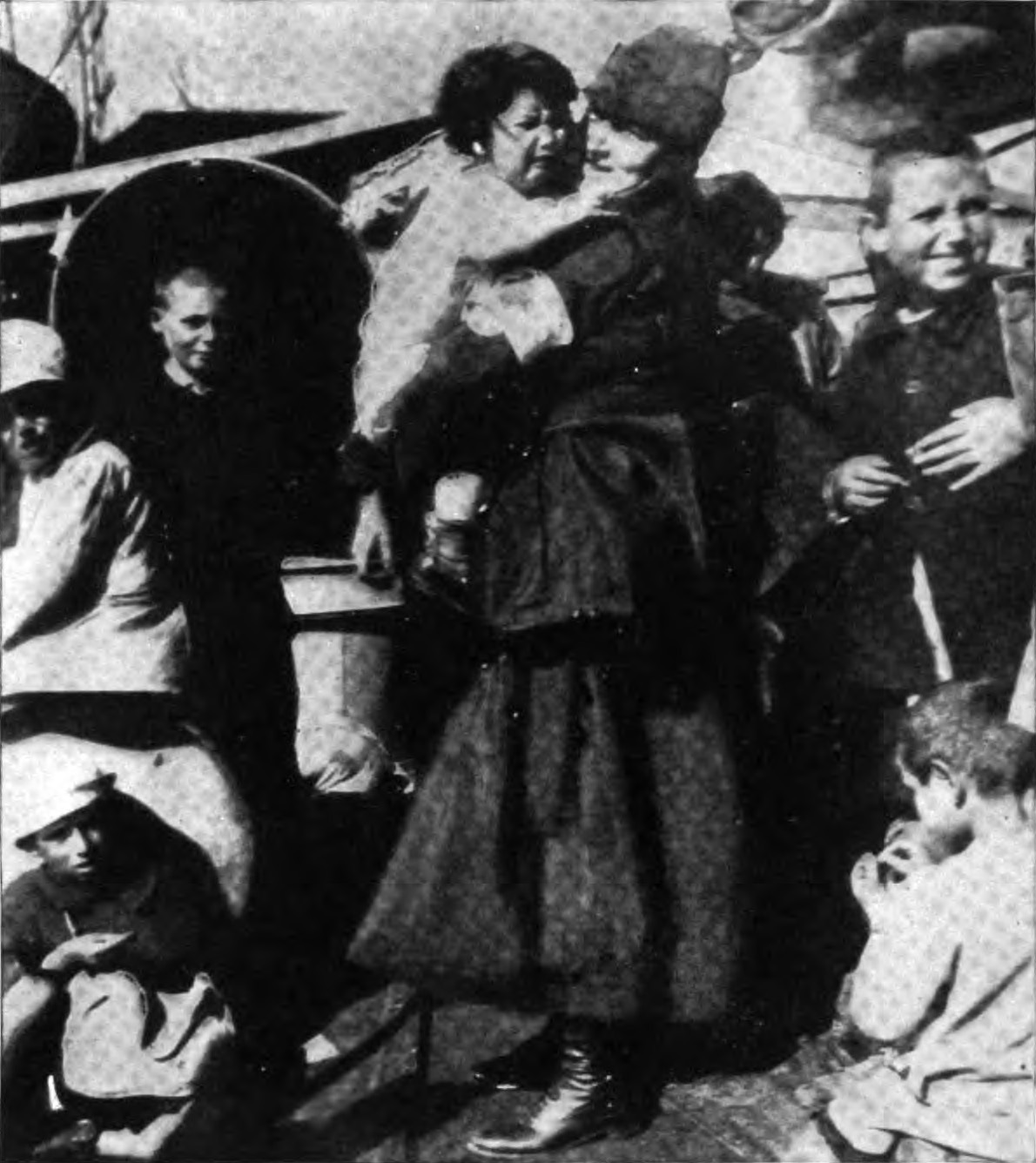
Foto van Sarah Corning aan boord van USS Litchfield met een groep Armeense weeskinderen gered van de Grote brand van Smyrna (in het kader van de Grieks-Turkse Oorlog). Foto gemaakt door de Near East Relief
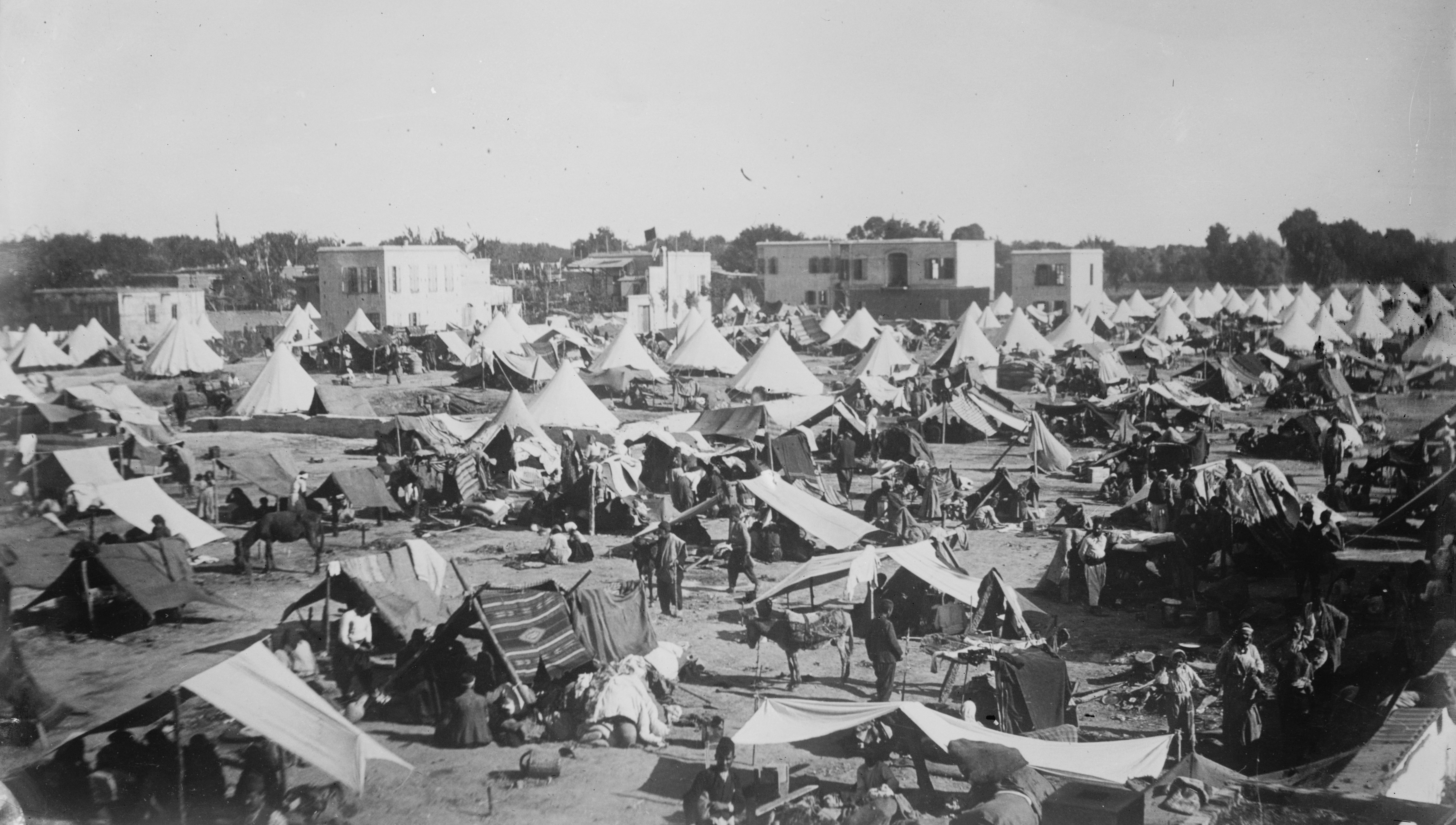
Tenten geleverd door de Near East Relief. Gaziantep
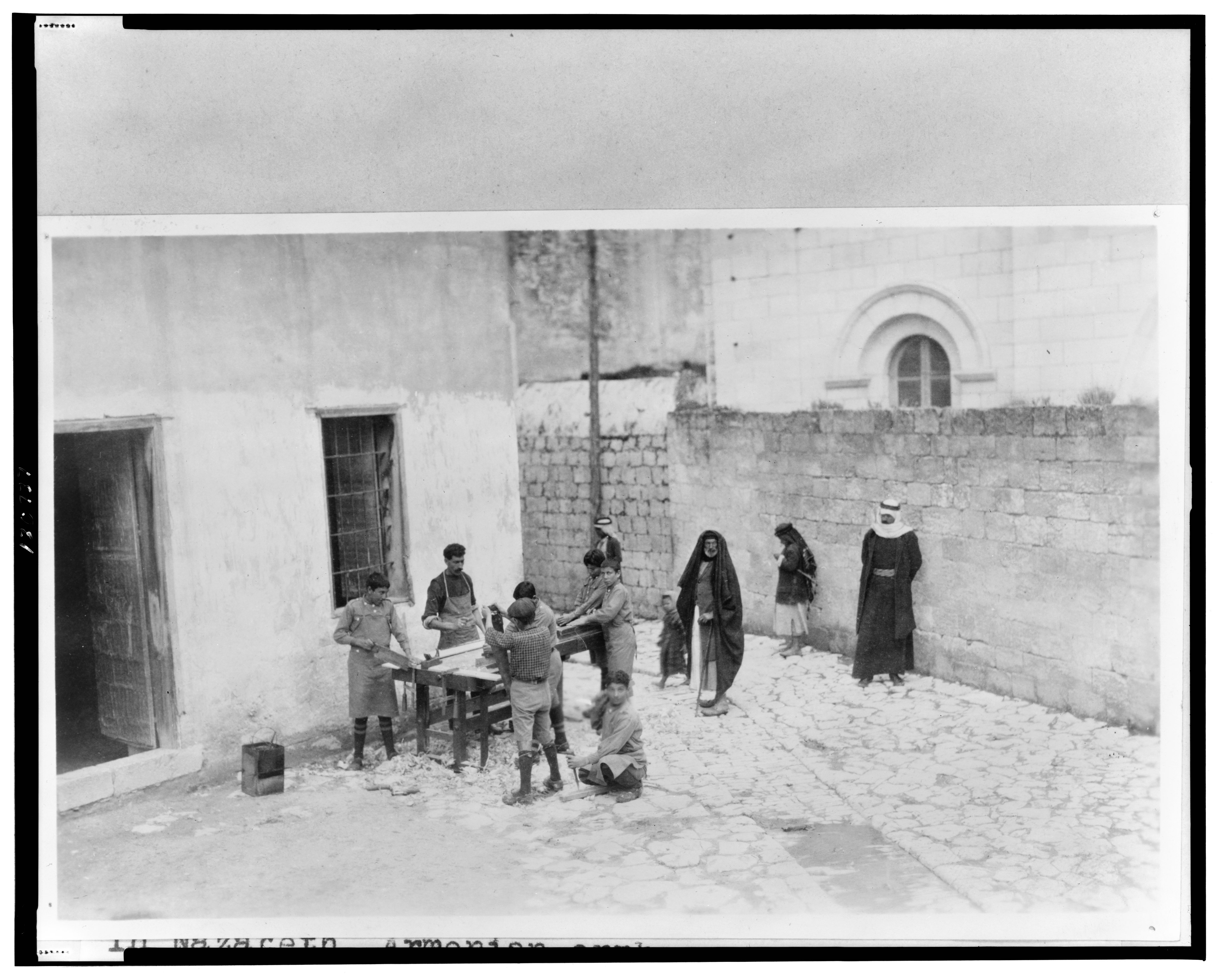
Armeense weeskinderen van Near East Relief timmeren op de binnenplaats van een kapel in Nazareth, Palestina, 1915